# 多摩湖鉄道の鉄道車両
多摩湖鉄道の鉄道車両（たまこてつどうのてつどうしゃりょう）
本項では現在の西武多摩湖線および西武拝島線の小平駅 - 萩山駅間を建設および営業した多摩湖鉄道が保有した鉄道車両について記述する。
なお、多摩湖鉄道は1940年（昭和15年）3月12日に武蔵野鉄道に合併され、武蔵野鉄道は1945年（昭和20年）9月22日に西武鉄道（初代）および食糧増産を合併して商号を西武農業鉄道に変更、1946年（昭和21年）11月15日にはさらに商号を西武鉄道（2代）に変更し現在に至っている。
この記事では、武蔵野鉄道が多摩湖鉄道を合併した直後の1941年（昭和16年）に多摩湖線へ導入したモハ15形電動客車についても記述するほか、これらの車両の合併後の動きについても記述する。

## 概要

### ガソリン・蒸気動力時代
多摩湖鉄道は1928年（昭和3年）4月6日に国分寺駅 - 萩山駅間の旅客運輸営業を開始したが、この際の車両は日本自動車製の4輪（2軸）ガソリン客車キハ1形キハ1・2号の2両であった。
この区間の動力はもともと電気動力のみの予定であったが、資金不足および早期完成のため電気・ガソリン併用ただし電気設備未竣功として、実質的にガソリン動力のみで運輸営業を開始したものである。
ところが当初のキハ1形キハ1・2号は故障が多く、開業当日に松井自動車製作所（松井車輌とも呼ばれる）に4輪ガソリン客車2両を発注するとともに、その完成までのつなぎのほか延長線建設等に備え、蒸気動力併用の認可を受けた上で、鉄道省から1650形1650号蒸気機関車1両、駿豆鉄道（現・伊豆箱根鉄道）から4輪客車1両を譲り受けた。
このうち、松井自動車製作所に発注した新車両はジハ101形ジハ101・102号として、1928年（昭和3年）8月に1両、10月に残りの1両が竣功したが、蒸気機関車および客車は放置ののち1929年（昭和4年）3月に竣功した。しかし、蒸気機関車と客車については営業用に使用した記録が残されていない。
また、キハ1形キハ1・2号についても伝達装置等の改造を行い、1929年（昭和4年）10月にキハ2号、1930年（昭和5年）1月にキハ1号が竣功し延伸区間の開業を迎えた。

### 電気・ガソリン動力時代
延伸区間の萩山駅 - 村山貯水池駅（現・武蔵大和駅）間は1930年（昭和5年）1月23日にガソリン動力による旅客運輸営業を開始し、同年4月11日付監第1394号で電気運転開始の認可を受けて同日から国分寺駅 - 村山貯水池駅間で600Vの電気運転を開始した。
電気運転に当たっては駿豆鉄道からデハ13形4輪電動客車3両を譲り受けてデハ10形デハ10 - 12号とした。なお、この車両はいつの間にかモハ10形モハ10 - 12号になっている。
この間、萩山駅 - 小平駅間の連絡線を工事方法変更認可に基づき建設し、1929年（昭和4年）11月2日にガソリン動力により旅客運輸営業を開始、1932年（昭和7年）8月15日付監第2387号で600V電気動力運転の認可を受け、同年11月9日付監第3090号で運転開始の認可を受けた。
また、当初の村山貯水池駅は仮設駅で、現在の武蔵大和駅のやや南西に位置していたため、1936年（昭和11年）12月30日に本来の位置である現在の多摩湖駅付近に移設し、同時に現在の武蔵大和駅を設置した。なお、工事施行認可は先の貯水池下駅まで受けており、免許は貯水池下駅からさらに先の山口村まで得ていた。

### 電気動力時代
1933年（昭和8年）から1934年（昭和9年）にかけては東京商科大学予科（現・一橋大学の小平国際キャンパス）移転後の輸送力不足に対応するため、京王電気軌道（現・京王電鉄）からいわゆる23形ボギー電動客車3両を譲り受けモハ20形モハ21 - 23号とした。
その一方で、1650号、ハ10号、およびキハ1号を廃車、ジハ101・102号を他社に譲渡し、保有車両のうちキハ1形キハ2号以外はすべて電動客車となり、ガソリン客車の走行は激減した。また、蒸気機関車の廃止にともない、国分寺駅 - 萩山駅間の蒸気動力を1934年（昭和9年）4月12日付で廃止した。
その後しばらく動きはなかったが、武蔵野鉄道に合併後の1941年（昭和16年）に、輸送力増強を目的として江ノ島電気鉄道（現・江ノ島電鉄）から4輪納涼電動客車3両を譲り受け、通常仕様に改造の上モハ15形モハ15 - 17号として多摩湖線で使用を開始した。

### 戦後
武蔵野鉄道は1945年（昭和20年）に西武鉄道（初代）を合併し西武農業鉄道に商号を変更、さらに翌年には西武鉄道に商号を変更した。
西武鉄道は1948年（昭和23年）に車両の改番を行い、モハ10形モハ10 - 12号はモハ21形モハ21 - 23号、モハ15形モハ15 - 17号はモハ11形モハ11 - 13号、モハ20形モハ20 - 22号はモハ101形モハ101 - 103号、キハ1形キハ2号はキハ1形キハ1号となった。
しかし、キハ1形キハ1号はまもなく廃車となり、モハ11形とモハ21形についても1955年（昭和30年）までに休車となった。一方、モハ101形は車体を鋼製の物に乗せ換え、同様の改造を行った他の老朽車も加わり両数を増やした。これ以降のモハ101形の動向については西武モハ101形電車を参照のこと。
| 年     | ガソリン | 電気    | 計      |
| ------ | -------- | ------- | ------- |
| 1928年 | 37,773   | -       | 37,773  |
| 1929年 | 116,428  | -       | 116,428 |
| 1930年 | 75,276   | 122,877 | 198,153 |
| 1931年 | 29,371   | 201,353 | 230,724 |
| 1932年 | 28,245   | 201,591 | 229,836 |
| 1933年 | 24,530   | 230,920 | 255,450 |
| 1934年 | 5,154    | 315,570 | 320,724 |
| 1935年 | -        | 357,908 | 357,908 |
| 1936年 | 1,468    | 369,398 | 370,866 |
| 1937年 | 4,805    | 378,230 | 383,035 |

鉄道統計資料各年版より。

## キハ1形（ガソリン客車）
キハ1形は現在の西武多摩湖線を建設および営業した多摩湖鉄道が1928年（昭和3年）に日本自動車から購入した4輪（2軸）ガソリン客車（気動車）である。
1両は1936年（昭和11年）に廃車となったが、残る1両は1940年（昭和15年）に合併により武蔵野鉄道（現・西武鉄道）に引き継がれた。しかしそれも1949年（昭和24年）に廃車された。

### 経緯
多摩湖鉄道は、初営業区間となる国分寺駅 - 萩山駅間の1928年（昭和3年）4月6日旅客運輸営業開始に備え2両を購入した。
鉄道省への手続きは1928年（昭和3年）1月17日付監第131号で2両の設計認可を受け、同年3月15日にキハ1形キハ1・2号の竣功届を提出した。続いて、1928年（昭和3年）4月5日付監第946号で乗降段およびブレーキの設計変更認可を受けたが、竣功届は不明である。

### 構造
自重は6t、定員は46人（うち座席22人）で、最大寸法は長さ9,144mm(30ft)、幅2,565mm(8ft5in)、高さ3,062mm(10ft0in16分の9)、軸距は3,048mm(10ft)である。
車体は木製の骨組みに鋼鈑をリベットで止めた木骨鋼鈑張り構造で、客扉は片側１か所、車端に寄せて両側面で点対称に設置されている。側面の窓は下段窓が上段窓に比べて大きい二段式である。
車輪の直径は当初の設計認可申請の設計書では991mm(3ft3in)であるが、のちの伝達装置等を変更する設計変更認可申請では旧813mm(2ft8in)とされる。同様に最大幅も旧2,540mm(8ft4in)とされる。
前照灯、尾灯、計器灯およびブレーキを1車に2個備える両運転台車両である。
ガソリンエンジンはコンチネンタル製K4形水冷式4気筒4衝程ガソリンエンジンを1基車端に搭載する。馬力は毎分1300回転35馬力である。
変速装置（トランスミッション）は当初の設計認可申請の設計書では前進4段、後進1段であるが、のちの設計変更認可申請の設計書では新旧ともに前後進共4段とされる。
軸受装置は気動車では類例がほとんどない左右のディスク輪心の車輪間に軸受を置く自動車と同様の内側軸受支持を採用し、しかもこの時代の自動車と同様、重ね板ばねによる軸ばねと、ロッド一本のみで支持するという非常に華奢な構造となっている。
蓄電池（二次電池）は120Ahを2個備え、起動装置はセルフモーター付、点火装置はボッシュ高圧マグネット式である。燃料槽は容積37.9l（10米ガロン）の物を搭載する。
ブレーキは手ブレーキを各1個、連結器は故障その他不時の場合にのみ使用する簡単な連結器を両端に備える。通常の連結器を使用しないほか、特殊鋳鋼製の車輪を使用するため認可と同時に特殊設計の許可を受けた。
単行運転が前提で設計された車両であったが、故障時の牽引用連結器として、両端に90度曲がる関節を備えた練鋼製の棒を用意している。これをジハ1・ジハ2の前後床中央から突き出した板金加工品の連結金具に設けられた穴にそれぞれ上から突き刺して故障車を牽引するという、いささか乱暴な連結手段がとられるようになっている。

### 改造の経緯
多摩湖鉄道が初めて購入した車両であるキハ1形であったが、開業前から故障が続発し、開業日の1928年（昭和3年）4月6日には新車両のジハ101形を松井自動車製作所（松井車輌とも呼ばれる）に発注するとともに、平行して鉄道省および駿豆鉄道（現・伊豆箱根鉄道）から蒸気機関車（1650形）と客車（ハ10形）を譲り受けた。
キハ1形の設計は前述のとおり、全般に特殊な傾向が目立つものであったが、メーカーの日本自動車は本来、自動車の輸入ディーラーであり、その工作部門も輸入自動車シャーシの改造やボディ架装を主たる業務とするもので、鉄道車両製造経験は皆無であった。ゆえに常道から外れた設計が多用され、問題を多数抱える結果となったと見られる。
ジハ101形の設計認可申請時にはキハ1形の今後を「根本的ニ改造スルカ又ハ全々廃棄スル予定ニ有」としたが、結局改造となり1928年（昭和3年）12月12日付監第3907号で設計変更認可を受け、1929年（昭和4年）10月31日付多鉄第178号でキハ2号、1930年（昭和5年）1月13日付多鉄第192号でキハ1号の竣功届を提出した。
代価はキハ1号の竣功図では13400.00円である。また、製造年月および製造所は1929年（昭和4年）9月松井車両製作所製とされ、あたかも改造ではなく新造したかのようになっている。この改造は松井自動車製作所が萩山に出張して行った。車体の鋼体は改造流用されたものの、下回りについては松井車両の流儀で一新されている。

### 改造後の構造
改造内容は設計変更認可申請の理由書では「従来ノ機関ニテハ運転上円滑ヲ欠ク事多キ為メニ有之候」としているが、設計書によれば機関を別の物に交換したわけではなく、機関は従来通りとし機関の取り付け位置を車端から車軸間の床下吊り下げ式に変更し後軸への伝達装置等を改造した。
改造により、自重が5.58t、座席定員が22人（キハ1号の竣功図による。設計変更認可申請の設計書では21人）に減少したほか、軸距を3,048mm(10ft)から3,657mm(12ft0in)に拡大、車輪の直径も864mm(34in)に拡大した。
最大寸法は高さは従来通り9,144mm(30ft)、幅と高さは変わりそれぞれ2,235mm(7ft4in)、3,087mm(10ft1in16分の9)となった。ただし、幅はキハ1号竣功の竣功図によれば2,133mmである。
伝達装置は歯車により後車輪に動力を伝達する方式である。
ブレーキは手ブレーキのままだが設計変更を行った。
また、改造時期は不明であるが、客扉が1か所増設されている。

### その後
多摩湖鉄道は1932年（昭和7年）に全線を電化し、1933年（昭和8年）から1934年（昭和9年）にかけてはモハ20形ボギー電動客車を導入した。その一方で電動客車以外の車両は次々と廃車とし、キハ1形についてもキハ1号は1936年（昭和11年）7月13日付多鉄子第76号廃止届でハ10形ハ10号とともに廃車となった。
多摩湖鉄道は1940年（昭和15年）3月12日に武蔵野鉄道に合併され、武蔵野鉄道は1945年（昭和20年）9月22日に西武鉄道（初代）および食糧増産を合併して商号を西武農業鉄道に変更、1946年（昭和21年）11月15日にはさらに商号を西武鉄道（2代）に変更し現在に至っている。
キハ2号はガソリン客車として唯一1936年（昭和11年）以降も消え残り、合併により西武鉄道（2代）まで引き継がれた。
西武鉄道は1948年（昭和23年）6月2日付西鉄発第137号車両型式記号番号変更届でキハ1形キハ1号に改番したが、「荒廃甚だしく且つ必要なきため」1949年（昭和24年）3月30日付西鉄発丑第76号廃止届で廃車とした。末期の動向について益井茂夫は「多摩湖鉄道とその車両」において「改番後戦後まで萩山庫のデルタ線の1本に残っていた」と記している。

### 車歴
- 多摩湖鉄道キハ1形キハ1号
- 多摩湖鉄道キハ1形キハ2号→※1→キハ1形キハ1号

- ※1: （合併）武蔵野鉄道→（商号変更）西武農業鉄道→（商号変更）西武鉄道

## ジハ101形（ガソリン客車）
ジハ101形は現在の西武多摩湖線を建設および営業した多摩湖鉄道が、1928年（昭和3年）に松井自動車製作所（松井車輌とも呼ばれる）から2両購入した4輪（2軸）ガソリン客車（気動車）である。1934年（昭和9年）と1936年（昭和11年）に他の鉄道に譲渡して全廃となった。

### 経緯
1928年（昭和3年）6月28日付監第2079号で2両の設計認可を受け、同年8月16日付多鉄第38号竣功届で1両が、同年10月27日付多鉄第78号竣功届で残る1両が竣功した。記号番号はジハ101号およびジハ102号で、形式称号は益井茂夫の「多摩湖鉄道とその車両」によればジハ101形である。
設計認可申請時には鉄道省から「線路ノ延長運転ノ状況ニ依レバ既認可車輌ニテ十分ト認ラル増備の理由ヲ説明スルコト」と照会があり、それに対して多摩湖鉄道は「既認可車輛ハ可成欠点多ク故障続出致シ居候間之ヲ根本的ニ改造スルカ又ハ全々破棄スル予定ニ有之候依テ予備車或ハ代車トシテ必要ノ次第ニ有之候若シ改造後成績可良ナルニ於テハ監第二九一二号ヲ以テ御免許相受ケ候延長線ニ共通運転スル計画ニ有之候」と回答した。
すなわち、多摩湖鉄道が初の開業区間である国分寺駅 - 萩山駅間の開業に当たって当初日本自動車から購入したキハ1形キハ1・2号は故障が続出し、根本的に改造するか廃車とする必要があるため、改造時の予備車または廃車後の代替車としてジハ101形を購入することになったわけである。また、改造した場合は調子がよければ監第2912号免許の延長線に使用する計画であるとしているが、この延長線は萩山駅 - 村山貯水池駅（現・多摩湖駅）間を指す。
構造についてはジハ101形では全部で2両しかないにもかかわらず2種類の設計となっているのが特徴である。
これは、1両はいち早く完成されるために製造所の従来の型による動力伝達装置を用い、もう1両は比較研究のため「一般電動車ノ例ニ倣ヒ試作セントスルモノニ有」として別の動力伝達装置を用いたためである。
将来機会を見ていずれか調子のよい方に改造するとしているほか、キハ1形の改造についてもその結果を待って着手するとした。キハ1形は結局改造となったが、ジハ101形の構造の統一はどちらに統一したのか、あるいは統一しなかったのか不明である。

### 構造
自重は4.5tまたは5t、定員は40人（うち座席20人）、最大寸法は自重4.5tの方は長さ27ft5in4分の3、自重5tの方は長さ27ft9in2分の1で、幅と高さはともにそれぞれ8ft2in、10ft8inである。
車体は木製鋼鈑張り、客扉は片側2か所設置されている。窓は一段式で妻面は4枚窓となっている。
軸距は3,353mm(11ft)、車輪の直径は762mm(30in)。軸受はローラーベアリングである。
エンジンは米国ブタ会社製水冷式4気筒ガソリン発動機をつりかけ式に搭載する。気筒径は102mm(4in)、衝程は133mm(5in4分の1)、有効圧力は95対度、馬力は毎分1000回転において30馬力である。
変速装置（トランスミッション）は前後進とも4段。伝達装置は自重4.5tの方（キハ101）はチェーン（転子鎖）により後車軸に伝導する方式、自重5tの方（キハ102）は歯車により後車軸に伝達する方式である。
起動装置はセルフモーター付、点火装置はボッシュ高圧マグネット式である。燃料槽は容積37.9l（10米ガロン）の物を搭載する。
ブレーキは手ブレーキを備える。

### その後
多摩湖鉄道は1932年（昭和7年）に全線を電化し、1933年（昭和8年）から1934年（昭和9年）にかけてモハ20形ボギー電動客車を導入した。その一方で電動客車以外の車両は次々と廃車とし、ジハ101形についてもジハ102号は1934年（昭和9年）2月17日付多鉄戌第15号譲渡届で金名鉄道に譲渡された。ジハ101号は1936年（昭和11年）5月26日付多鉄子第51号譲渡届で武州鉄道譲渡されたことになっているが、武州鉄道時代の同車（武州鉄道キハ15）は改造届が出ている車体のみならず、無改造のはずの下回り（軸距・車軸長・台枠構造）・駆動装置が多摩湖鉄道時代とは異なっていた。

### 車歴
- 多摩湖鉄道ジハ101形ジハ101号→武州鉄道キハ15→宮崎鉄道（宮崎交通）ジハ3→ハ13
- 多摩湖鉄道ジハ101形ジハ102号→金名鉄道キハ2→北陸鉄道キハ1101（1949年車庫火災により焼失）[57]。

## 1650形（蒸気機関車）
1650形は現在の西武多摩湖線を建設および営業した多摩湖鉄道が1928年（昭和3年）に鉄道省から譲り受け、1934年（昭和9年）に廃車とした6輪連結タンク機関車である。

### 経緯
鉄道省からは、国分寺駅 - 萩山駅間の蒸気動力併用に当たって客車（ハ10形）を牽引させる目的で、1650形1650号（国鉄1000形蒸気機関車#1010形を参照）を譲り受けた。
蒸気動力併用は1928年（昭和3年）5月29日付監第1650号で認可を受けたが、これは多摩湖鉄道が当時保有していたキハ1形ガソリン客車の故障多発に対応するため、新車両ジハ101形の発注と平行して新車両完成までのつなぎのほか延長線建設等に備えたものである。しかし、1650号は同年7月2日付監第2145号で譲受使用認可を受けたものの、結局新車両完成までに竣功することはなかった。
新車両完成後は「注文車輛ノ竣功ニ依リ別段急速ニ運転スル必要無之自然修繕設備等モ未了ノマヽニテ又運転手モ未ダ採用致サザル次第ニ有之当分休車ト致候」との旨1928年（昭和3年）10月25日付多鉄第73号で休車届を提出、最終的に休車届から5か月後の1929年（昭和4年）3月25日付多鉄第120号で客車と同時に竣功届を提出した。しかし、蒸気機関車と客車を営業用に使用した記録は残されていない。
1895年（明治28年）8月ボールドウィン製の蒸気機関車で、鉄道省では1650形1650号とし、多摩湖鉄道においても鉄道省時代のままの1650号であった。多摩湖鉄道における形式称号は不明だがここでは1650形とした。
運転整備の時の機関車重量は19.60tである。

### その後
多摩湖鉄道は1932年（昭和7年）に全線を電化し、1933年（昭和8年）から1934年（昭和9年）にかけてモハ20形ボギー電動客車を導入した。その頃には1650号は不要となり、1934年（昭和9年）3月6日付多鉄戌第23号廃止届で廃車となった。また、これにともない国分寺駅 - 萩山駅間の蒸気動力を同年4月12日付で廃止した。

### 車歴
- （以前省略・国鉄1000形蒸気機関車#1010形を参照）鉄道省1650形1650号→多摩湖鉄道形式不明1650号

## ハ10形（客車）
ハ10形は現在の西武多摩湖線を建設および営業した多摩湖鉄道が1928年（昭和3年）に駿豆鉄道（現・伊豆箱根鉄道）から譲り受け、1936年（昭和11年）に廃車とした4輪（2軸）客車である。

### 経緯
駿豆鉄道からは、国分寺駅 - 萩山駅間の蒸気動力併用に当たって、蒸気機関車（1650形）に牽引させる目的で譲り受けた。駿豆鉄道は多摩湖鉄道とともに堤康次郎が経営していた。
蒸気動力併用は多摩湖鉄道が当時保有していたキハ1形ガソリン客車の故障多発に対応するため、新車両ジハ101形の発注と平行して新車両完成までのつなぎのほか延長線建設等に備え1928年（昭和3年）5月29日付監第1650号で認可を受けたものである。
駿豆鉄道からはロ3形ロ3号およびハ6形ハ6号の2両を購入することになり、売買契約は1928年（昭和3年）5月28日に結んだ。代金は2両で3,000円、引渡し場所は駿豆鉄道三島駅構内で、引渡し期日はロ3号は同年6月1日、ハ6号は同年同月15日であった。
譲受使用認可は1928年（昭和3年）6月16日付監第1935号で受けたが、結局新車両完成までに竣功することなく、9か月後の1929年（昭和4年）3月25日付多鉄第119号で蒸気機関車と同時に竣功届を提出した。しかし、蒸気機関車と客車を営業用に使用した記録は残されていない。
竣功したのはハ10号（元ロ3号）だけで、ハ6号の譲渡は双方合意の上で中止した。また、竣功届時には鉄道省から竣功図中の特等を並等に、ロをハに訂正させられているが、これは特等運賃の設定がなかったためである。形式称号は益井茂夫の「多摩湖鉄道とその車両」によればハ10形である。
駿豆鉄道で宙に浮いたハ6号は1929年（昭和4年）に中国鉄道（現・中鉄バス）に譲渡された。

### 前歴
駿豆鉄道ロ3形ロ3号は1899年（明治32年）8月平岡工場（のちの汽車製造東京支店）製で、元々は東武鉄道が初の開業区間である1899年（明治32年）8月27日の北千住駅 - 久喜駅間開業に当たり用意した38両の客車のうちの1両である。
東武鉄道では当初「いろ1」号と称したが改番によりロ1号となった後、駿豆鉄道に譲渡した。

### その後
多摩湖鉄道は1932年（昭和7年）に全線を電化し、1933年（昭和8年）から1934年（昭和9年）にかけてモハ20形ボギー電動客車を導入した。その一方で1934年（昭和9年）には蒸気機関車1650号が廃車となり、それを追ってハ10号も1936年（昭和11年）7月13日付多鉄子第76号廃止届でキハ1形キハ1号とともに廃車となった。

### 車歴
- 東武鉄道甲1形いろ1号→特1形ロ1号→2-1形ロ1号→駿豆鉄道ロ3形ロ3号→多摩湖鉄道ハ10形10号

## デハ10形→モハ10形→モハ21形（電動客車）
デハ10形は1930年（昭和5年）4月11日の多摩湖鉄道国分寺駅 - 村山貯水池（仮）駅（現・武蔵大和駅）間（現在の多摩湖線）の電化にともない、多摩湖鉄道が駿豆鉄道（現・伊豆箱根鉄道）から譲り受けた4輪電動客車（電車）である。西武鉄道引き継ぎ後の1948年（昭和23年）にはモハ21形に改番された。

### 経緯
1930年（昭和5年）4月1日付監第1194号で譲受使用認可を受け、同年9月29日付多鉄第283号で竣功届を提出したが、同年4月11日の電気動力による運輸開始時にデハ10形以外の電動客車は存在しないため、実際にはこの時から使用を開始していた。
駿豆鉄道のデハ13形デハ13 - 15号を譲り受けたもので、多摩湖鉄道における形式記号および記号番号は譲受使用認可申請書ではモハ10形モハ10 - 12号であったが、竣功届書ではデハ10形デハ10 - 12号となった。駿豆鉄道は多摩湖鉄道とともに堤康次郎が経営していた。
元々は大阪高野鉄道（現・南海電鉄）の車両を駿豆鉄道が三島町駅 - 大場駅間の電化に際して1918年（大正7年）譲り受けたもので、デハ15号は前年に大阪高野鉄道が能勢電気軌道（現・能勢電鉄）に譲渡した上で、さらに能勢電気軌道が駿豆鉄道に譲渡した。能勢電気軌道ではこれを電装解除したため、駿豆鉄道でも当初は制御車として使用したが、1920年（大正9年）に元通りの電動車とした。
代価は竣功届添付の竣功図では2,700円だが、モハ12号については1935年（昭和10年）11月30日付多鉄亥第19号届出で2,600円に訂正された。

### 構造
最大寸法は長さ8,686mm、幅2,641mm、高さ3,759mmで、1914年（大正3年）梅鉢鉄工所（のちの帝國車輛工業）製の木造車体を備える。定員は45人（うち座席18人）、重量は8.84tである。
台車はアメリカ・J.G.ブリル社製のラジアル台車を装着する。軸距は4,267mm、車輪の直径は838mmである。
電動機は電圧550V、出力26kWのGE58形を2基吊り掛け式で装架する。歯車比は4.66である。制御器はGE製B18A形直接制御器を両側の運転台に1個ずつ、1両で2個搭載する。全負荷の時における牽引力は924.62t、速度は22.85km/hである。
ブレーキは手ブレーキを備える。集電装置はトロリーポールを1基搭載する。
連結器はアライアン形下作用自動連結器を両端に備える。中心の高さは880mmである。

### その後
多摩湖鉄道は1940年（昭和15年）3月12日に武蔵野鉄道に合併され、武蔵野鉄道は1945年（昭和20年）9月22日に西武鉄道（初代）および食糧増産を合併して商号を西武農業鉄道に変更、1946年（昭和21年）11月15日にはさらに商号を西武鉄道（2代）に変更し現在に至っている。
デハ10形はいつの間にかモハ10形モハ10 - 12号となったのち西武鉄道（2代）まで引き継がれ、西武鉄道は1948年（昭和23年）6月2日付西鉄発第137号車両型式記号番号変更届でモハ21形モハ21 - 23号に改番した。
1950年（昭和25年）にモハ11形（元・モハ15形）が全車休車になると、代わりにモハ21形が小平駅 - 萩山駅間の小平連絡線専用となったが、1954年（昭和29年）から1955年（昭和30年）にかけて3両とも休車となり、小平連絡線にはモハ203号が使用されるようになった。
その後、萩山から上石神井に留置場所を移された。

### 車歴
- 大阪高野鉄道13号→駿豆鉄道13号→デハ13形デハ13号→多摩湖鉄道デハ10形デハ10号→モハ10形モハ10号→※1→モハ21形モハ21号
- 大阪高野鉄道14号→駿豆鉄道14号→デハ13形デハ14号→多摩湖鉄道デハ10形デハ11号→モハ10形モハ11号→※1→モハ21形モハ22号
- 大阪高野鉄道15号→能勢電気軌道15号→駿豆鉄道15号→デハ13形デハ15号→多摩湖鉄道デハ10形デハ12号→モハ10形モハ12号→※1→モハ21形モハ23号

- ※1: （合併）武蔵野鉄道→（商号変更）西武農業鉄道→（商号変更）西武鉄道

## モハ20形→モハ101形（電動客車）
モハ20形は現在の西武多摩湖線を建設および営業した多摩湖鉄道が東京商科大学予科（現・一橋大学の小平国際キャンパス）移転による輸送力増強用として、1933年（昭和8年）から1934年（昭和9年）にかけて京王電気軌道（現・京王電鉄）から譲り受けたボギー電動客車（電車）である。
譲り受けたのはいわゆる23形3両であり、多摩湖鉄道では初めてのボギー車であった。多摩湖鉄道では京王電気軌道と軌間が異なるためバックゲージ（フランジ内側の距離）その他一部に改造を加えた。
西武鉄道引き継ぎ後の1948年（昭和23年）にはモハ101形に改番され、1951年（昭和26年）には鋼体化された。鋼製化以後については西武モハ101形電車を参照。

### 経緯
1933年（昭和8年）9月13日付監第2259号で2両の設計認可および連結器省略許可を受けた。竣功届は3年後の1936年（昭和11年）7月28日付多鉄子第86号で提出、モハ20形モハ20・21号となったが、実際の使用開始時期は不明である。連結器省略許可申請書によれば京王電気軌道が1933年（昭和8年）8月28日付京王第106号廃車届で廃車した30・33号を譲り受けたものであるが、入線時期は益井茂夫の「多摩湖鉄道とその車両」によるとモハ20号が1933年（昭和8年）8月、モハ21号が1934年（昭和9年）1月である。
また、1934年（昭和9年）3月6日付多鉄戌第22号増加届および同年4月20日付監第1153号連結器省略許可でモハ22号を増備した。益井茂夫によれば入線時期はモハ21号と同じく1934年（昭和9年）1月で、京王電気軌道時代の番号は全体で30・32・33号である。そのため、モハ22号は京王電気軌道32号ということになる。京王電気軌道では32号を1934年（昭和9年）2月6日付京王第318号廃車届で同年1月31日限りで廃止した旨を届け出ている。
なお、益井茂夫の「多摩湖鉄道とその車両」でモハ20 - 22号の京王電気軌道時代の番号は順に30、32、および33号だとしているが、これは前述の連結器省略許可申請書と食い違う。

### 構造
最大寸法は長さ11,735mm、幅2,591mm、高さ3,620mmで、1921年（大正10年）5月枝光鉄工所製の木造車体を備える。定員は70人（内座席36人）、重量は14.5トンである。
台車は京王電気軌道ではアメリカ・J.G.ブリル社製鍛造軸ばね式2軸ボギー台車であるBrill 76Eを装着し、多摩湖鉄道では前述の通り軌間が異なるためバックゲージを短縮した。固定軸距は1,473mm、ボギー中心間距離は5,334mmである。
電動機は電圧500V、出力33.57kWの物を各台車に1基ずつ吊り掛け式で装架する。歯車比は19:67である。制御器は直接制御器を両側の運転台に1個ずつ、1両で2個搭載する。
制動装置（ブレーキ）は手用制動と制御器による電気制動を備えるほか、直通空気制動も備える。集電装置はトロリーポールを1両につき2基搭載する。
連結器は認可時および増加届時に連結器省略の許可を受け省略している。これは連結器は京王電気軌道時代から省略しており、取り付けには構造上多額の費用がかかり、多摩湖鉄道でも連結運転の必要がないためである。

### その後
多摩湖鉄道は1940年（昭和15年）3月12日に武蔵野鉄道に合併され、武蔵野鉄道は1945年（昭和20年）9月22日に西武鉄道（初代）および食糧増産を合併して商号を西武農業鉄道に変更、1946年（昭和21年）11月15日にはさらに商号を西武鉄道（2代）に変更し現在に至っている。
モハ20形は西武鉄道（2代）まで引き継がれ、西武鉄道は1948年（昭和23年）6月2日付西鉄発第137号車両型式記号番号変更届でモハ101形モハ101 - 103号に改番した。
その後、1951年（昭和26年）1月19日付東陸鉄技第7号認可、同年3月6日付西農発卯第92号竣功届で木造の車体を鋼製化した。鋼製化以後については西武モハ101形電車を参照。

### 車歴
- 京王電気軌道30号→多摩湖鉄道モハ20形モハ20号→※1→モハ101形モハ101号→鋼製化（以後省略）
- 京王電気軌道33号→多摩湖鉄道モハ20形モハ21号→※1→モハ101形モハ102号→鋼製化（以後省略）
- 京王電気軌道32号→多摩湖鉄道モハ20形モハ22号→※1→モハ101形モハ103号→鋼製化（以後省略）

- ※1: （合併）武蔵野鉄道→（商号変更）西武農業鉄道→（商号変更）西武鉄道

## モハ15形→モハ11形（電動客車）
モハ15形は武蔵野鉄道（現・西武鉄道）が多摩湖線の輸送力増強を目的として1941年（昭和16年）に江ノ島電気鉄道（現・江ノ島電鉄）から譲り受けた4輪電動客車（電車）である。西武鉄道になった後の1948年（昭和23年）にはモハ11形に改番されたが、1956年（昭和31年）に解体された。

### 経緯
1941年（昭和16年）11月20日付監第4131号で譲受使用および設計変更の認可を受け、同年12月25日付で竣功届を提出した。武蔵野鉄道ではモハ15形モハ15 - 17号とした。
江ノ島電気鉄道では4輪電動納涼客車1 - 3号として使用しており納涼用として窓および乗降扉等の設備がなかったため、武蔵野鉄道では車体を改造してそれらを設置した。
改造および修理は設立間もない東横車輛工事（現・東急テクノシステム）が萩山に出張して行い、その予算は1両当たり車体改造費4,500円、車台解体一般修理費2,000円および電気機器一般修理費2,200円で、江ノ島電鉄からの購入費は1両当たり5,000円である。

### 構造
定員は従来通り40人（うち座席20人）、自重は7.5tであったものが7.8tに増加した。最大寸法は長さ7,910mm、幅2,640mm、および高さ3,380mmで従来はそれぞれ8,270mm、2,130mm、および3,229mmであった。
また、低床式車両であったため床面の高さを多摩湖線のホームの高さに適合するよう改造した。
台車は江ノ島電鉄時代から引き続きドイツ・マイネッケ製を装着する。
連結器は元々設置されておらず、多摩湖線でも単車運転するため認可と同時に連結器省略の許可を受けた。ただし、突発的な事故に備えて引っ張り用の金具を取り付けた。
尾灯は設置されていなかったため設置した。

### その後
武蔵野鉄道は1945年（昭和20年）9月22日に西武鉄道（初代）および食糧増産を合併して商号を西武農業鉄道に変更、1946年（昭和21年）11月15日にはさらに商号を西武鉄道（2代）に変更し現在に至っている。
モハ15形は西武鉄道（2代）まで引き継がれ、西武鉄道は1948年（昭和23年）6月2日付西鉄発第137号車両型式記号番号変更届でモハ11形モハ11 - 13号に改番した。
モハ11・13号は1948年（昭和23年）に、モハ12号は1950年（昭和25年）に休車となった。休車後は萩山駅のデルタ線に放置ののち1956年（昭和31年）に解体されたが、シャーシは所沢車輌工場に運ばれた。

### 車歴
- 江ノ島電気鉄道電動客車2号→※1→電動納涼客車1号→武蔵野鉄道モハ15形モハ15号→※2→モハ11形モハ11号
- 江ノ島電気鉄道電動客車3号→※1→電動納涼客車2号→武蔵野鉄道モハ15形モハ16号→※2→モハ11形モハ12号
- 江ノ島電気鉄道付随客車5号→電動客車8号→※1→電動納涼客車3号→武蔵野鉄道モハ15形モハ17号→※2→モハ11形モハ13号

- ※1: （合併）横浜電気→（合併）東京電灯→（譲渡）江ノ島電気鉄道
- ※2: （商号変更）西武農業鉄道→（商号変更）西武鉄道